# مسرد

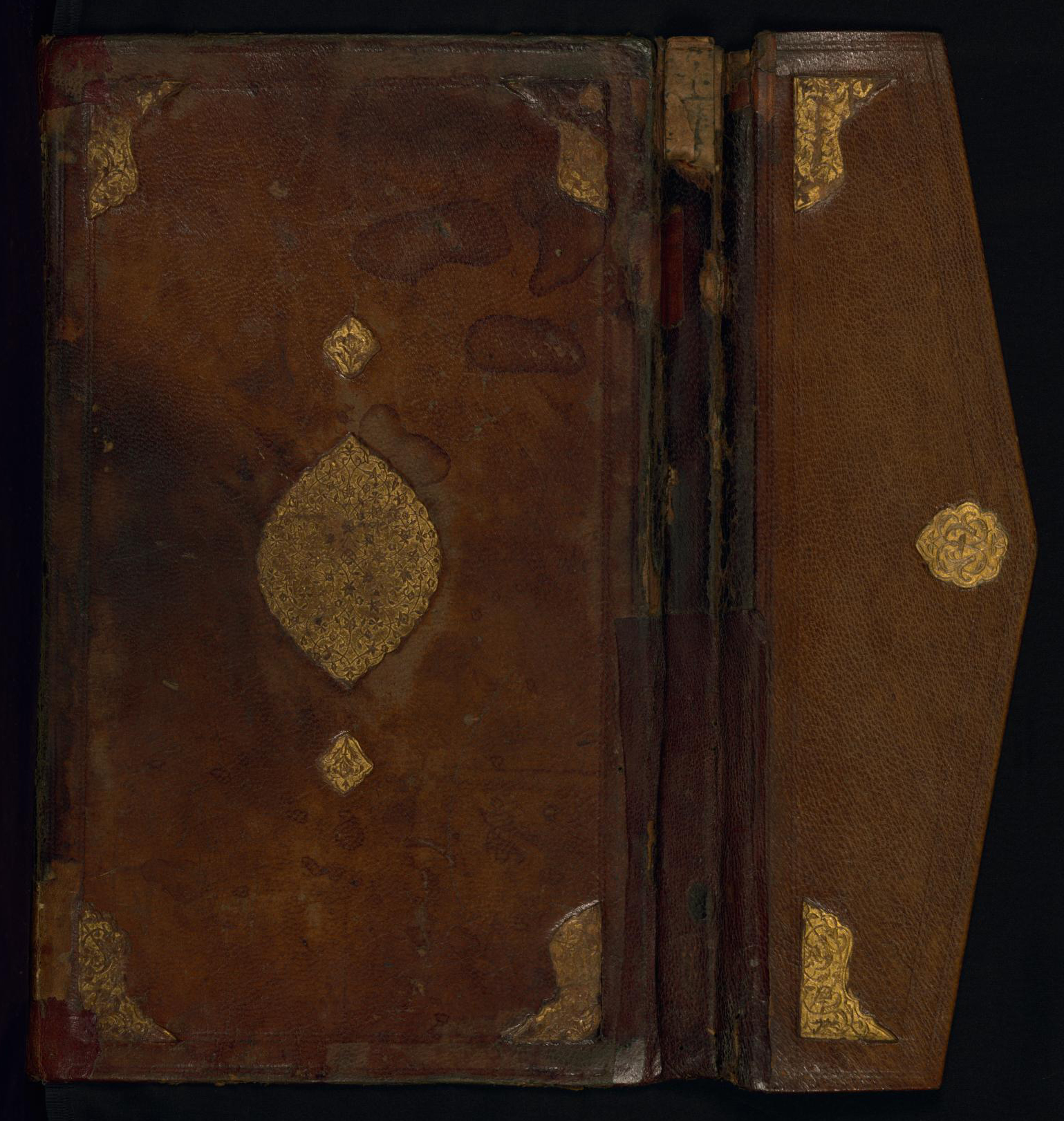
المصباح المنير

المسرد أو معجم الألفاظ أو قائمة شرح المصطلحات قائمة من الألفاظ المستعملة في اصطلاح معين وتعاريفها. وسمي كذلك لأن الألفاظ تسرد فيه أي تتتابع.